# Antoni Gustaw Bem

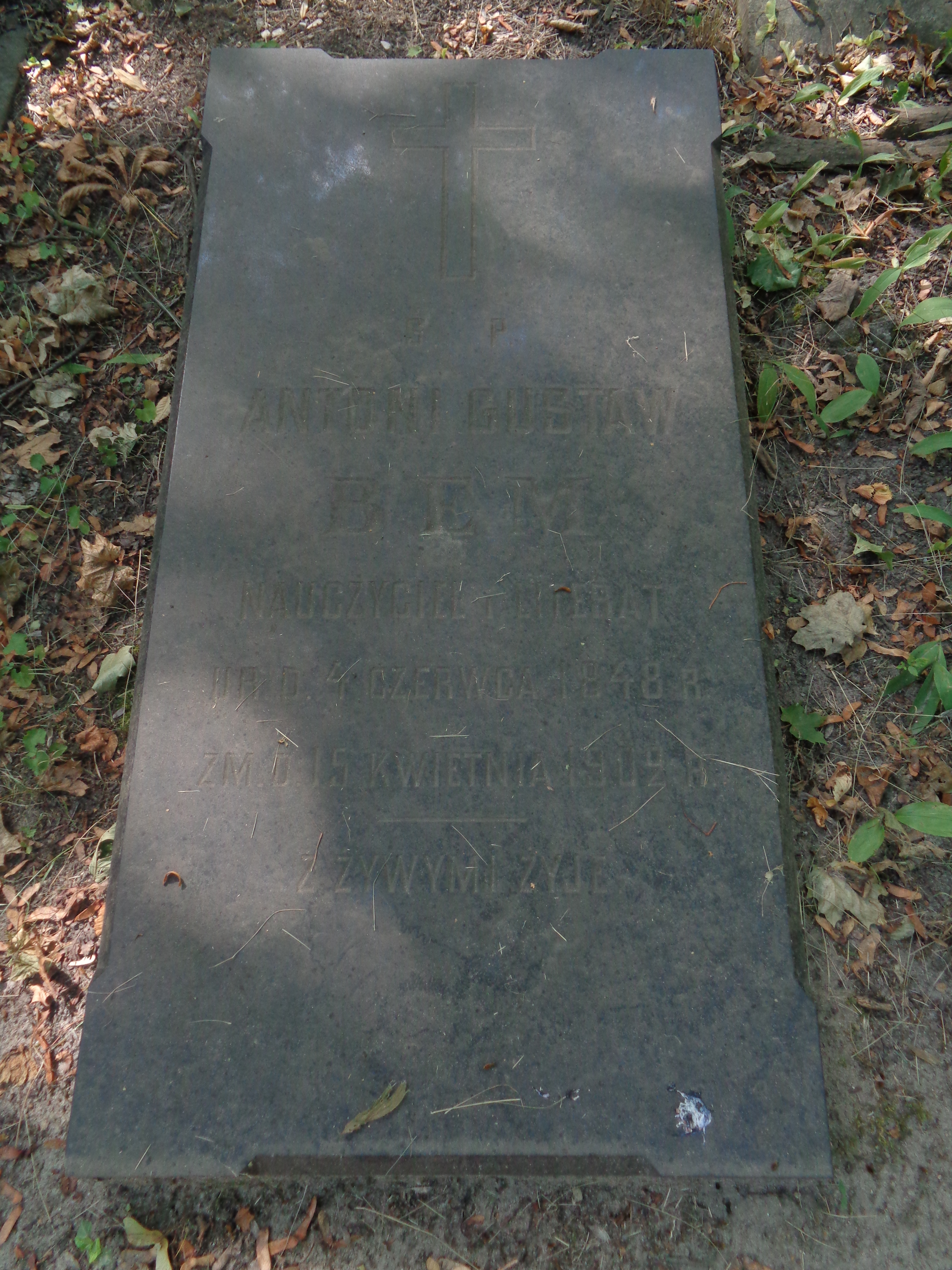
Grób Antoniego Gustawa Bema

Antoni Gustaw Bem (ur. 4 czerwca 1848 w Lipsku, zm. 15 kwietnia 1902 w Warszawie) – polski historyk literatury i krytyk.

## Biografia
Urodził się w inteligenckiej rodzinie Karola (poległego w powstaniu węgierskim) i Joanny z Krężelewskich. W 1858 rozpoczął naukę w Collegium Gostomianum w Sandomierzu, a w 1862 w gimnazjum radomskim, które ukończył w 1865. W latach 1866–1869 studiował na wydziale filologiczno-historycznym Szkoły Głównej w Warszawie. Po studiach zajmował się pracą pedagogiczną, był nauczycielem prywatnym w Kielcach i w Warszawie, uczył języka polskiego oraz literatury polskiej i powszechnej. W latach 1879–1888 był nauczycielem gimnazjum męskiego w Kielcach (do jego uczniów należał m.in. Stefan Żeromski). W 1888 przeniósł się do Warszawy, gdzie  m.in. z Stanisławem Krzemińskim i Aleksandrem Świętochowskim współtworzył tajny zespół publicystyczny "Towarzystwo Literackie".
Jednocześnie pracował jako literat, napisał wiele recenzji, studiów i szkiców historyczno-literackich, które ukazywały się począwszy od 1871 do 1902 roku w różnych czasopismach, m.in. "Niwie", "Opiekunie Domowym", "Gazecie Kieleckiej", "Przeglądzie Krytycznym", "Tygodniku Lwowskim", "Przeglądzie Tygodniowym", "Nowinach", "Prawdzie", "Kraju" oraz w księgach pamiątkowych na cześć Jeża i Orzechowskiej.
Razem z Danielem Glińskim przełożył dzieło Quineta Nowy duch (1881), ze Stanisławem Czarnowskim - Dzieje literatury polskiej Włodzimierza Spasowicza. Natomiast wydanie drugie (1884) i trzecie (1891) ostatniego dzieła to efekt samodzielnej pracy translatorskiej Bema. Przetłumaczył także książkę Spasowicza Życie i polityka margrabiego Wielopolskiego. Był autorem dwóch podręczników gramatyki polskiej Zarys wykładu mowy polskiej według wskazówek językoznawstwa porównawczego (wyd. 1883) i Jak mówić po polsku, czyli gramatyka polska w zarysie popularnym (wyd. 1889). Podręczniki te jednak nie zdobyły uznania ówczesnych krytyków. Natomiast znaczną popularność zyskała jego Teoria poezji polskiej z przykładami w zarysie popularnym analityczno-dziejowym, wydana w Petersburgu w 1899 roku.
Antoni Bem językiem ojczystym posługiwał się doskonale, kochał go i uważał za skarb narodowy, potrafił wytykać uznanym stylistom wszelkie wykroczenia przeciw czystości językowej. Sam przez całe życie doskonalił swoje umiejętności i jako stylista może służyć za przykład dla krytyków literackich. W nauce historyczno-literackiej niektóre jego ustalenia zyskały trwałe miejsce.
Spoczywa na cmentarzu Powązkowskim w Warszawie (kwatera 87-5-30).